# Latometus lunatus
Latometus lunatus es una especie de coleóptero de la familia Zopheridae.

## Distribución geográfica
Habita en Tasmania y Victoria (Australia).